# Sillbäckstjärnen
Sillbäckstjärnen är en sjö i Lycksele kommun i Lappland och ingår i Umeälvens huvudavrinningsområde. Sjön har en area på 0,0989 kvadratkilometer och ligger 338,1 meter över havet. Sjön avvattnas av vattendraget Sillbäcken.

## Delavrinningsområde
Sillbäckstjärnen ingår i det delavrinningsområde (722124-160807) som SMHI kallar för Mynnar i Bjurbäcken. Medelhöjden är 346 meter över havet och ytan är 36,03 kvadratkilometer. Räknas de 4 avrinningsområdena uppströms in blir den ackumulerade arean 74,63 kvadratkilometer. Sillbäcken som avvattnar avrinningsområdet har biflödesordning 4, vilket innebär att vattnet flödar genom totalt 4 vattendrag innan det når havet efter 227 kilometer. Avrinningsområdet består mestadels av skog (71 procent) och sankmarker (18 procent). Avrinningsområdet har 1,31 kvadratkilometer vattenytor vilket ger det en sjöprocent på 3,6 procent.